# 강유석
강유석(1994년 6월 10일~ )는 대한민국의 배우다.

## 출연작

### 영화
- 2018년 《이사》 ... 진석 역
- 2020년 《구직자들》
- 2021년 《괴기맨숀》 ... 유학생 역
- 2022년 《아부쟁이》 ... 강대치 역

### 드라마
- 2018년 OCN 수목드라마 《신의 퀴즈 리부트》 ... 만종 역
- 2018년 SBS 월화드라마 《낭만닥터 김사부 2》 ... 무기수 역
- 2019년 tvN 토일드라마 《날 녹여주오》 ... 백영준 역
- 2020년 KBS2 주말 연속극 《한 번 다녀왔습니다》 ... 한기영 역
- 2020년 tvN 토일드라마 《스타트업》 ... 신현 역
- 2020년 네이버 tvcast 웹드라마 《잘 하고 싶어》 ... 위선우 역
- 2021년 JTBC 금토드라마 《괴물》 ... 임규석 역
- 2021년 네이버 tvcast 웹드라마 《새빛남고 학생회》 ... 노신우 역
- 2022년 TVING 금요드라마《아직 최선을 다하지 않았을 뿐》 … 강두석 역
- 2023년 SBS 금토드라마 《법쩐》 ... 장태춘 역
- 2023년 Netflix 오리지널 드라마 《택배기사》 … 사월 역
- 2025년 Netflix 오리지널 드라마 《폭싹 속았수다》 … 양은명 역
- 2025년 tvN 토일드라마 《언젠가는 슬기로울 전공의생활》 … 엄재일 역
- 2025년 tvN 토일드라마 《서초동》 … 조창원 역

### 웹예능
- 2025년 유튜브 《나영석의 와글와글》- 게스트

## 수상 목록
- 2023년 SBS 연기대상 남자 신인상